# Settimio Lucci
Settimio Lucci (Marino, 21 settembre 1965) è un dirigente sportivo, allenatore di calcio ed ex calciatore italiano, di ruolo difensore.

## Carriera

### Giocatore

#### Club
Inizia a tirare i primi calci nella Vivace Grottaferrata  prima di passare al settore giovanile della Lazio e successivamente a quello della Roma. Nell'ottobre del 1983 va in prestito all'Avellino, con cui esordisce in Serie A e mette a segno un gol in 14 partite; nella stagione successiva rientra alla casa madre per giocare due stagioni da comprimario (17 presenze) agli ordini di Sven-Göran Eriksson, chiuso nel suo ruolo di libero da Ubaldo Righetti. Sfiora lo scudetto nella stagione 1985-1986, ma vince la Coppa Italia giocando entrambe le partite di finale da titolare.
Trovato poco spazio, si trasferirà ad Empoli nell'ottobre del 1986: con i toscani (che ne riscatteranno l'intero cartellino un anno dopo) trova spazio come titolare disputando due stagioni di Serie A e conquistando il posto nella Nazionale Under 21. Nell'estate del 1988 il passaggio all'Udinese, dove giocherà tre stagioni da titolare conquistando, nel 1989, la promozione nella massima serie seguita da un'immediata retrocessione.

Lucci alla Roma nei primi anni 1980

Nel mercato autunnale del 1991 viene acquistato dal Piacenza, neopromosso in Serie B. Contribuisce alla salvezza degli emiliani nel campionato cadetto, e nella stagione successiva è il libero titolare nella squadra che conquista la prima promozione in Serie A. Rimane al Piacenza fino al 1997, ereditando nel 1995 la fascia di capitano da Antonio De Vitis; in biancorosso disputa 198 partite di campionato e realizza un'unica rete, nell'ultima giornata del campionato di Serie A 1996-1997 su rigore contro il Perugia.
Dopo la salvezza conquistata allo spareggio contro il Cagliari, si trasferisce all'Hellas Verona, allenato da Luigi Cagni che lo aveva avuto nel Piacenza. Vi rimane per due stagioni, conquistando la promozione nella massima serie al termine del campionato di Serie B 1998-1999. Chiude la carriera con una stagione nella Ternana e una nell'Ancona, entrambe in Serie B.

#### Nazionale
Ha collezionato 8 presenze in Nazionale Under 21 a partire dal 1987.

### Allenatore
A fine carriera ha intrapreso la strada di allenatore, lavorando alle giovanili del Piacenza prima di assumere l'incarico di tecnico del Pizzighettone nel 2008, ove già era tecnico della Berretti. In seguito ai risultati negativi della squadra, si dimette nel febbraio del 2009. Dal 2009 al 2011 allena la formazione Allievi del Parma.
Il 4 giugno 2011 diventa il nuovo allenatore del Fiorenzuola, in sostituzione di William Viali. La parentesi al Fiorenzuola è negativa e la squadra chiude il campionato al penultimo posto retrocedendo in Eccellenza, così al termine della stagione Lucci viene sostituito da Alberto Mantelli.
Nel settembre 2014 subentra a Massimo Cornelli alla guida della Vigor Carpaneto, squadra piacentina militante in Promozione, con la quale vince il campionato e ottiene la promozione in Eccellenza. Viene esonerato nel gennaio 2016, a seguito di una striscia di risultati negativi.
Il 15 aprile 2018 diventa collaboratore tecnico di Stefano Maccoppi al Pro Piacenza.. Nella stagione successiva resta come responsabile del settore giovanile, carica da cui si dimette il 12 dicembre 2018 a causa della crisi che interessa il secondo club piacentino.
Il 7 ottobre 2019 diventa Direttore Tecnico della Vigor Carpaneto in serie D
Il 1 Luglio 2020 diventa il Responsabile del settore giovanile dell' US Fiorenzuola, l'incaricato è terminato a giugno 2024. Dall'ottobre 2024 è responsabile della metodologica delle giovanili del Piacenza

## Palmarès

### Giocatore
- Campionato italiano: 1

Roma: 1982-1983
- Coppa Italia: 1

Roma: 1985-1986
- Campionato italiano di Serie B: 4

Udinese: 1989-1990
Piacenza: 1992-1993, 1994-1995
Verona: 1998-1999

### Allenatore
- Promozione: 1

Vigor Carpaneto: 2014-2015 (girone A emiliano-romagnolo)